# KZ Alt-Daber
Das Konzentrationslager Alt-Daber (kurz KZ Alt-Daber) war ein Konzentrationslager in der Zeit des Nationalsozialismus. Auf Initiative des Landrates des Kreises Ostprignitz errichtete es im April 1933 die SA-Standarte II/39 in den Kellerräumen der Lungenheilstätte Devo in Alt-Daber nahe der brandenburgischen Stadt Wittstock/Dosse. Mit Einlieferung der ersten zwölf Häftlinge am 28. April 1933 begann die Nutzung als sogenanntes „wildes“ oder „frühes“ KZ. Die Häftlinge waren überwiegend Kommunisten aus dem Kreis Ostprignitz. Nach der Auflösung am 13. Juli 1933 brachte man die Gefangenen in das KZ Oranienburg.